# جاي موس
جاي موس (بالإنجليزية: J. Moss)‏ هو كاتب أغاني وملحن ومنتج أسطوانات أمريكي، ولد في 25 ديسمبر 1971 في ديترويت في الولايات المتحدة.

## وصلات خارجية
- الموقع الرسمي
- جاي موس على موقع ميوزك برينز (الإنجليزية)
- جاي موس على موقع ديسكوغز (الإنجليزية)